# Селевкія (фема)
Фема Селевкія (грец. θέμα Σελευκείας) — військово-адміністративна одиниця Візантійської імперії (фема), яка розташовувалась у південній частині Малої Азії (сучасна Туреччина). Назва походить від міста Селевкія Ісаврійська. Утворено у 890-х роках. Остаточно припинила існування в середині 1180-х років внаслідок захоплення Кілікійським царством.

## Історія
З часів пізньої Римської імперії Селевкія була адміністративним центром і портом провінція Ісаврія. тут розташовувався коміт Ісаврії. В період ранньої Візантійської імперії тут фактично правила місцева знать з ісаврійських родів. В результаті адміністративного реформування у 660-х роках на правах турми стає частиною Анатолійської феми.
Імператор Феофіл з огляду на посилення небезпеки з боку арабів перетворив Селевкію на клейсуру (на кшталт західноєвропейської марки). В завдання турмарха входило захист кордону з Кілікією, де утворився емірат Тарсу, та оборона морської затоки в Памфілії. Селевкія стає значним центром з виготовлення зброї. Також тут розташовувався монетний двір.
У 732 році Селевкію на правах турми було приєдано до феми Кібиреоти. За наказом імператора імператора Льва VI у 890-х роках турма Селевкія отримала статус феми. Втім у 910-х роках наступники імператора перевели Селевкію у статус клейсури в фемі Кібиреоти. Лише у 927 році імператор Роман I остаточно затвердив Селевкію як фему. Втім її інституалізація тривала до 934 року.
Фема продовжувала виконувати завдання суходольної та морської військової бази у наступі на мусульманські держави. Цьому сприяла вигідне географічне становище. Разом з тим сама фема зазнавала нападів, особливо з боку емірів Тарсу й Хамданідів. Лише з 960-х років кордон Візантії було відсунуто на схід, забезпечивши безпеку й подальший економічний розвиток Селевкії. Деякий час до складу феми входила Західна Кілікія з Тарсом, але зрештою її було передано до Антіохійської феми.
Внаслідок поразки візантійського війська у битві біля Манцикерту 1071 року від сельджуків й подальшої боротьби за імператорський трон, оборона малоазійських фем була послаблена. Цим скористалися сельджуки на чолі із Сулейман ібн Кутулмишем. Наприкінці 1070-х років вони зуміли захопити Селевкію.
У 1099 році скориставшись поразками румського султанату від хрестоносців, візантійці відвоювали цю область, відновивши у 1000 році фему Селевкія. У 1103 році перейменовано на «Курікос і Селевкія», потім «Атталія і Селевкія». В подальшому вона слугувала опорою у наступі на Кілікію, а потім захисту південної Малої Азії від Румського султанату.
Нова боротьба за владу, викликана заколот Андроніка Комніна у 1181 році, й подальша боротьба проти нього знову послабили оборону.

## Адміністрація
Територія охоплювала переважно стародавню область Ісаврія. Розташовувалося 10 фортець. Фемне військо становило 5 тис. вояків, з яких 4500 — піхоти, 500 — кінноти.
На чолі стояв стратег (за часів Комнінів — дука) з титулом веста або протоспафарія та рангом анаграфевса. У X—XI ст. щорічна зарплата становила 6—10 лібрів золота.

## Відомі очільники
- Костянтин Фока (945—953)